# Antonio Lamberto Rusconi
Antonio Lamberto Rusconi, italijanski rimskokatoliški duhovnik, škof in kardinal, * 19. junij 1743, Cento, † 1. avgust 1825, Imola.

## Življenjepis
2. januarja 1803 je prejel duhovniško posvečenje.
8. marca 1816 je bil imenovan za škofa Imole, povzdignjen v kardinala in imenovan za kardinal-duhovnika Ss. Giovanni e Paolo.
21. marca 1816 je prejel škofijsko posvečenje.